# Камбаратинська ГЕС-2
Камбаратинська ГЕС-2 — гідроелектростанція у Киргизстані. Знаходячись перед Токтогульською ГЕС, становить верхній ступінь каскаду на річці Нарин, правій твірній Сирдар'ї (басейн Аральського моря). У майбутньому вище по течії планується спорудження ще кількох гідроелектростанцій.
У межах проєкту річку перекрили кам'яно-накидною греблею висотою 60 метрів та довжиною 300 метрів, яка утворила водосховище з об'ємом 70 млн м3 (корисний об'єм 8 млн м3).
Будівництво станції почалось ще у 1986 році, проте на початку 1990-х воно зупинилось з економічних причин. У 2007-му роботи відновили та за три роки ввели в експлуатацію перший гідроагрегат потужністю 120 МВт, котрий був виготовлений ще два десятиріччя тому. Виготовлення та запуск ще двох агрегатів залежить від наявності фінансування.
Станцію спроєктували під турбіни типу Френсіс, які використовують напір у 47,5 метра. За умови введення всіх трьох гідроагрегатів середньорічне виробництво має становити 1148 млн кВт·год електроенергії, при цьому перша черга повинна продукувати 700 млн кВт·год на рік.
Під видачу продукції першої черги ввели ЛЕП, розраховану на роботу під напругою 110 кВ.